# Аллея в квартале 19 Преснецовского лесничества
Аллея в квартале 19 Преснецовского лесничества — памятник природы регионального (областного) значения Московской области, который включает ценные в экологическом, научном, культурном и эстетическом отношении природно-антропогенные объекты, нуждающиеся в особой охране для сохранения их естественного состояния, старовозрастные насаждения лиственницы, кедра, ели, дуба и липы.
Памятник природы основан в 1990 году. Местонахождение: Московская область, Можайский городской округ, сельское поселение Юрловское, деревня Преснецово. Площадь памятника природы составляет 0,90 га. Памятник природы включает выдел 15 и часть выдела 25 квартала 14 Ивакинского участкового лесничества Бородинского лесничества.

## Описание
Памятник природы располагается на левобережье реки Протвы в её верхнем течении в районе распространения моренно-водноледниковых и моренных равнин восточного макросклона Смоленской возвышенности. Абсолютные высоты территории составляют 111—113 м над у.м. Кровля дочетвертичных пород местности сложена известняками и доломитами с прослоями мергелей среднего карбона.
Территория представлена пологонаклонным приводораздельным участком равнины, сложенной суглинками и супесями ледникового генезиса московского возраста. Уклоны поверхностей составляют около 1—4 градуса.
Гидрологический сток территории памятника природы направлен в левый приток реки Протвы, которая в свою очередь является левым притоком Оки. Постоянные водотоки в границах территории отсутствуют.
Почвенный покров памятника природы представлен агрогенно- преобразованными агродерново-подзолистыми почвами.
Памятник природы представляет собой усадебные посадки XIX века, расположенные на территории бывшего имения помещика Бирхеля. Посадки были осуществлены в пять рядов, но ныне ряды не всегда чётко идентифицируются. Аллеи длиной до 120 м в границах памятника природы протягиваются по пологому склону равнины с северо-востока на юго-запад. Здесь представлены группы старовозрастных лиственниц и кедров (сосны кедровой, или сибирской). Всего лиственниц не менее 30, их высота достигает 28 м при диаметре до 75 см. Кедров — не менее 15 высотой до 22 (26) м при диаметре до 65 см. Вокруг встречается подрост мелколиственных пород и липы; ирга колосистая, рябина, бузина. Ближе к бывшему дому лесничества подрост и подлесок редеют до полного исчезновения. В травяном покрове участвуют в основном сорные и луговые виды: ежа сборная, крапива двудомная, гравилат городской, подорожник большой, Черноголовка обыкновенная, чистотел большой, сныть обыкновенная.
Юго-восточнее кедрово-лиственничных аллей образован участок бывших аллей с елями (4 дерева, 30 м высотой, 65 см в диаметре), дубами (не менее 7 деревьев, до 28 м высотой, 60 см в диаметре) и липами (не менее 16 деревьев, до 30 м высотой, до 60 см в диаметре). Здесь обилен подрост липы (покрытие до 55 процентов), в подлеске — ирга овальнолистная, лещина обыкновенная, рябина. В травостое доминирует сныть, обильны вербейник монетчатый и щитовник картузианский (игольчатый), встречаются кислица, звездчатка жестколистная, мицелис стенной, гравилат городской, земляника мускусная.
Животный мир памятника природы типичен для сообществ хвойношироколиственных лесов запада Московской области, однако заметно обеднен в связи с его малой площадью.
На территории памятника природы обитают не менее 30 видов позвоночных животных, в том числе один вид амфибий, 24 вида птиц и пять видов млекопитающих.
Несмотря на значительную искусственную мозаичность лесных участков, основу фаунистического комплекса наземных позвоночных животных составляют виды, характерные для хвойно-широколиственных лесов западного Подмосковья. На территории памятника природы выделяются два зоокомплекса (зооформации): хвойно-широколиственных лесов с лещиной в кустарниковом ярусе и луговоопушечных местообитаний.
Зооформация хвойно-широколиственных лесов представлена следующими видами млекопитающих: обыкновенный крот, обыкновенный ёж, обыкновенная белка, рыжая полёвка; отмечаются заходы обыкновенной лисицы. Из птиц данной зооформации на территории памятника природы постоянно обитают или периодически появляются желна, большой пёстрый дятел, сойка, пеночка-теньковка, пеночка-весничка, пеночка-трещотка, славка-черноголовка, зарядка, певчий дрозд, чёрный дрозд, крапивник, большая синица, обыкновенная лазоревка, пухляк, обыкновенный поползень, обыкновенная пищуха, зяблик, чиж. Из амфибий отмечается травяная лягушка. В аллеях памятника природы встречаются крупные поселения рыжих лесных муравьев.
Зооформация лугово-опушечных местообитаний распространена по опушкам лесных насаждений памятника природы и представлена меньшим числом видов. Из млекопитающих это обыкновенный крот, из птиц — лесной конёк, белая трясогузка, серая ворона, обыкновенная сорока, щегол, зеленушка, чиж.

## Объекты особой охраны памятника природы
Ценные в экологическом, научном, культурном и эстетическом отношении природно-антропогенные объекты: старовозрастные насаждения лиственницы, кедра, ели, дуба и липы.
Охраняемые в Московской области, а также иные редкие и уязвимые виды растений (виды, являющиеся редкими и уязвимыми таксонами, не включенные в Красную книгу Московской области, но нуждающиеся на территории области в постоянном контроле и наблюдении): земляника мускусная.